# 嬉皮士

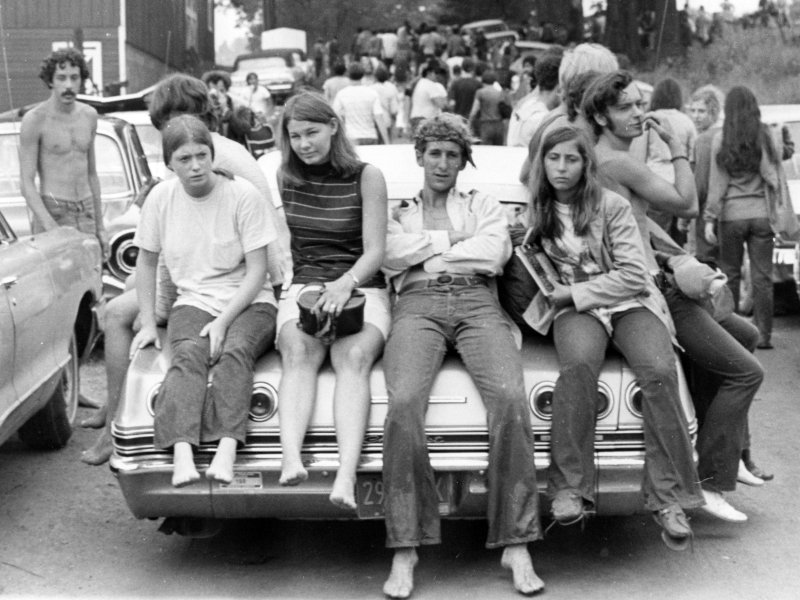
参加伍德斯托克音乐节的年轻人

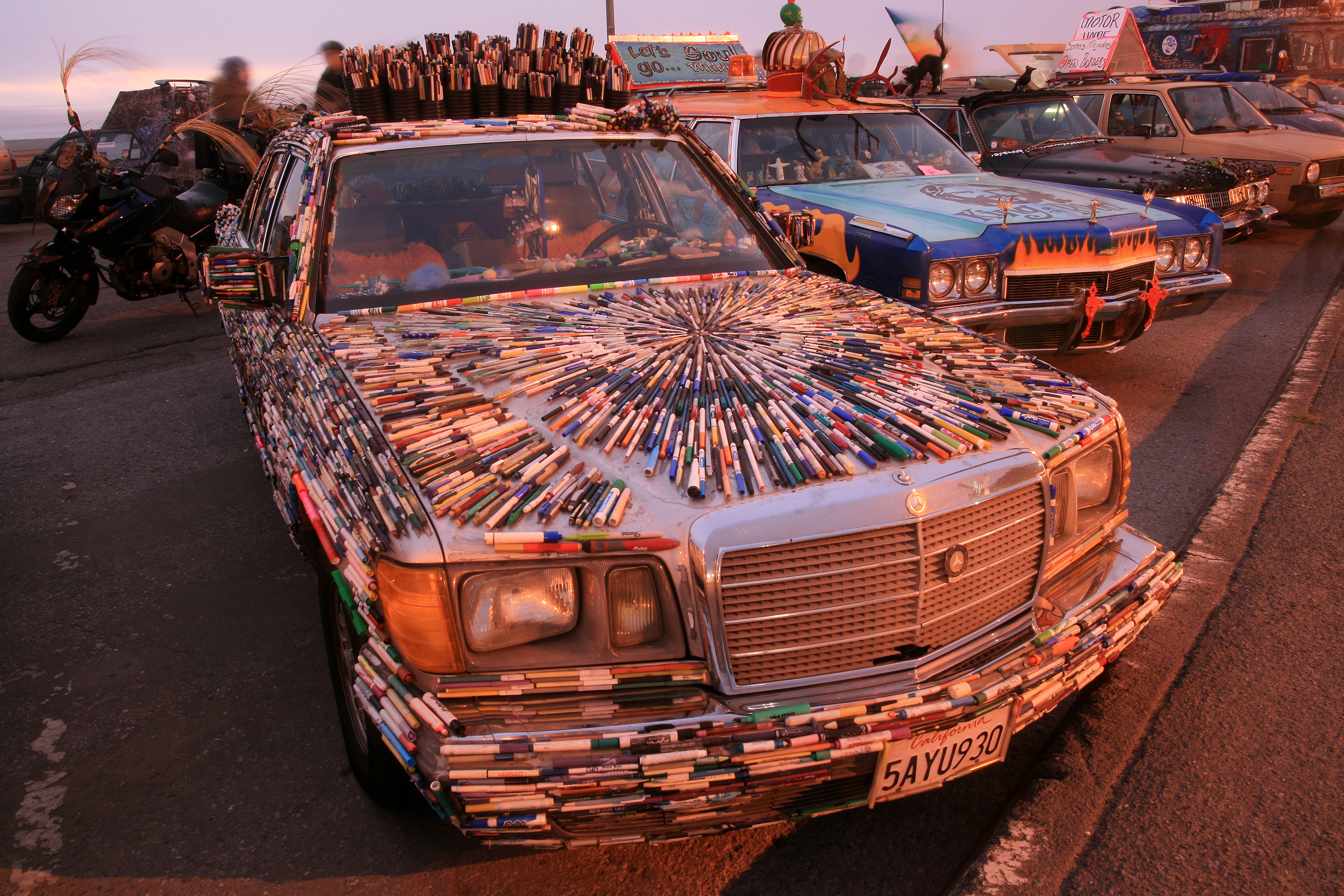
美國舊金山嬉皮裝飾的賓士W126

嬉皮士（英語：hippie, hippy）是指与1960年代反主流文化运动所相关的一个年轻人群体，最初是指在20世纪60年代的美国兴起，后来散播到世界各地的青年运动。

## 背景
“hippie”一词源于20世纪40年代的“hipster”（嬉普士），嬉皮士不是一个统一的文化运动，它没有宣言或领导人物。嬉皮士用公社式的和流浪的生活方式来表达他们对民族主义和越南战争的反对，嬉皮士们提倡宗教和文化多样性，批评西方国家中层阶级的价值观。在他们当中流行东方哲学和亚洲精神观念，通过聆听迷幻音乐，拥抱性革命，使用大麻和迷幻药等药物来探索意识状态的改变。“嬉皮士”一词是由《旧金山纪事报》的记者赫柏·凯恩所普及的。
1967年在旧金山金门公园所举行的“人被入”活动和蒙特雷的国际流行音乐节大幅推动了嬉皮士文化的传播，也引发了美国西海岸的“爱之夏”和1969年的伍德斯托克音乐节。
在嬉皮士运动高峰时，参加嬉皮士运动的人大多数都是在20世纪40年代和50年代初出生的人，其中包括两个群体：分别是更年長的“垮掉的一代”和更年輕的“婴儿潮一代”，前者引领了嬉皮士运动，同时也是摇滚乐的早期先驱。

## 歷史

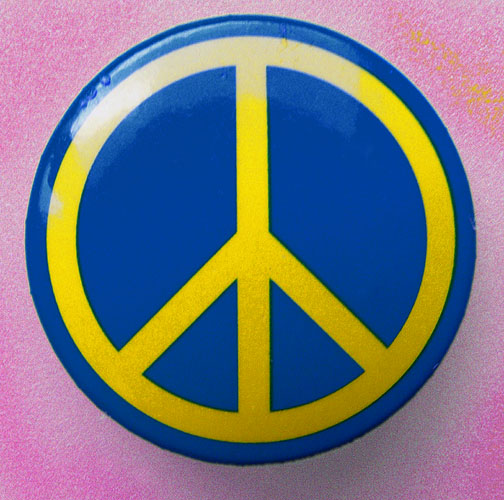
和平徽章

1940年代和1950年代美国的垮掉的一代称爵士乐音乐家为“Hipster”和“Beatnik”，同时这两个词也被用来称呼围绕着这些艺术家而出现波希米亚主义式的反文化。
1960年代，从垮掉的一代中演化出嬉皮士，同时从藍調乐中演化出摇滚乐。
在美国东海岸的格林威治村年轻的反文化者称他们自己为“hips”。许多来自纽约市区的失望的年轻人聚集在那个村中，他们穿着他们最旧的衣服。第一个用嬉皮士这个词来描写这些穿着旧衣的中产阶级子女的媒体是一个广播电台。
1965年9月6日旧金山的一家报纸首先使用了嬉皮士这个词来描写这些年轻的波西米亚主义者，但其它媒体在此后两年中几乎没有使用过这个词。
旧金山海特·艾许柏里地区的嬉皮士是以一个叫做Diggers的团体为中心。这个街头剧团体将即时性的街头剧、无政府主义行动和艺术表演结合在一起，他们的目标是要建立一个“自由城市”。他们受两个不同的运动影响：一方面受波西米亚主义的、地下艺术的、剧团的影响，另一方面受左派的、民权主义的、和平运动的影响。加利福尼亚州的洛杉矶也有一个非常活跃的嬉皮士社团。1967年夏许多年轻人（警察估计有七万五千人）聚集在海特·亚许柏里分享他们的新文化的音乐、毒品和反抗。
1960年代末嬉皮士运动达到其高潮。1967年7月7日《时代》杂志将嬉皮士运动作为其封面故事：《嬉皮士：一个次文化的哲学》
由于许多嬉皮士在他们的头发里带花或向行人分花，因此他们也有“花之子”（children of flower）的外号。

## 政治
嬉皮士经常参加和平运动，包括反越战的游行和争取人权的游行。青年国际党是嬉皮士中特别政治活跃的亚群。
从早期誤解的观点来看，嬉皮士的性别歧视相当大，但实际上嬉皮士很快就接受了女性主义和平等主义的原则。
一开始嬉皮士对同性恋不十分容忍，但随着运动的发展他们越来越能夠接受同性恋。
嬉皮士也通过“落出”社会的方式来表达他们的政治愿望和实现他们所寻求的变化。回到农村去、合作企业、替代性能源、新闻自由运动和有机农业在嬉皮士运动开始时都受到青睐。                                            
20世紀60年代的新左派和民權運動，及嬉皮運動表面上是三個反對派團體，但嬉皮其實和花的力量活動一樣是和平主義者，他們喜歡用和平符號也是核裁軍運動標誌，他們反對戰爭與核武器，是烏托邦理想主義者，他們參加民權運動及華盛頓特區遊行等非暴力政治示威活動，參與大型戶外音樂節和一些和平示威活動，想用音樂文化達到愛與和平的寧靜和平革命。

## 特征
- 长髮，大胡子。當時（1960-70年代）许多人觉得长髮是一种冒犯，因为它代表不整洁或女性
- 色彩鲜艳的衣着或不寻常的衣饰
- 听一定的音乐，比如吉米·罕醉克斯和杰佛逊飛船樂團的迷幻摇滚、珍妮絲·賈普林主唱的大哥和控股公司樂團、ZZ Top樂團、感恩至死乐队、The Charlatans（英语：The Charlatans）（美國樂團）、Quicksilver Messenger Service（英语：Quicksilver Messenger Service）樂團等的音乐
- 偶尔自己演奏音乐，一般吉他，一般在家里与朋友一起，或在公共绿地上或节日上
- 自由恋爱
- 公社式的生活
- 致幻剂、娱乐性用药

### 藥物使用
許多人认为嬉皮士滥用藥物的程度比支持越战的人夸张。他们用这个藉口来反驳嬉皮士反对越战的理由。但实际上的确有许多嬉皮士使用藥物。他们尤其希望利用藥物所产生的幻觉来达到内心的修养。尤其大麻和其它能够产生幻觉的药品如LSD和裸盖菇素。虽然也有许多嬉皮士不用藥物，但藥物往往被看作是嬉皮士的一个标志和他们不肯遵从社会守则的原因。
使用藥物至今被看作是嬉皮士文化的一个中心内容。
許多人认为嬉皮士不抽烟，因为他们认为抽烟有害，但当时的照片显示许多嬉皮士抽烟。

## 後續發展及影響
1970年许多嬉皮士的生活形式进入了主流文化，但其下的实质却很少被主流文化吸收。媒介渐渐丧失了对这个次文化的兴趣，年轻人对它也丧失了时髦感。随着庞克摇滚的出现，嬉皮士甚至成为年轻人的反感形式。但也有许多嬉皮士保持了他们的生活方式，甚至在主流文化中保持他们的生活方式。直到2005年全世界到处依然有嬉皮士的社群点，有些人随着他们喜欢的乐队流浪。从1970年代初开始出现的为和平祈祷的彩虹聚会今天依然保持，其它聚会和音乐节则致力于生命或爱。

### 新嬉皮士
新嬉皮士是对21世纪的嬉皮士的称呼，他们恢复了一些1960年代嬉皮士运动的观点，比如他们也强调自由，穿他们愿意穿的衣服，做他们想要做的事。与1960年代的嬉皮士不同的是新嬉皮士一般無政治性，而1960年代的嬉皮士实际上是一个政治运动。

### 贬义用法
保守的主流人士用嬉皮士一词来指吸毒的人，尤其吸大麻的人，以及不愿参加社会活动，缺乏社会义务感和缺乏卫生感的人。庞克摇滚次文化的人士则使用嬉皮士一词来指陈腐的、无聊的或讨厌的人。